# Bily Clocks Museum
Het Bily Clocks Museum is een museum in Spillville in de Amerikaanse staat Iowa. Het is gewijd aan klokken uit de eerste helft van de 20e eeuw die gemaakt werden door de gebroeders Bily, en aan de Tsjechische componist Antonín Dvořák (1841-1904) die een zomer in dit huis verbleef.

## Klokken
De klokken in het museum zijn tussen 1913 en  1958 met de hand gemaakt door Frank and Joseph Bily. Het gaat vaak om klokken met een omvangrijke houten bekisting eromheen die gedecoreerd zijn door middel van houtsnijwerk. De broers hadden zich aanvankelijk voorgenomen hun creaties na hun dood te laten verbranden. Later besloten ze echter toch om hun collectie na te laten en doneerden ze die aan de stad Spillville.

## Antonín Dvořák
Een ander deel van het museum is gewijd aan de Tsjechische componist  Antonín Dvořák die de zomer van 1893 in dit gebouw heeft doorgebracht. Hier voltooide hij zijn negende symfonie, ook wel getiteld From the new world. De expositie is gevestigd op de tweede verdieping van het museum. De collectie bestaat onder meer uit een harmonium dat hij hier toen bespeelde en allerlei manuscripten.